# UHC Varese Wild Boars
L'UHC Varese è una società di floorball di Varese (VA).

## Storia
Nata nel 1996 come Mucchio Selvaggio a Leggiuno, partecipa ai primi tornei amatoriali nella vicina Svizzera.
Il 5 novembre 1999 nasce l'attuale Unihockey Club Varese.

## Palmarès
- 2001: CAMPIONI D'ITALIA Campo Piccolo
- 2001/02: 6º posto Campo Piccolo
- 2002/03: 4º posto Campo Piccolo
- 2003/04: 10º posto Campo Piccolo
- 2004/05: 13º posto Campo Piccolo
- 2005/06: 4º posto Campo Piccolo
- 2006/07: 6º posto Campo Piccolo
- 2007/08: 4º posto Campo Piccolo
- 2008/09: 6º posto Campo Piccolo
- 2009/10: 5º posto Campo Piccolo
- 2010/11:
- 2011/12: Campo Grande
- 2016/17: CAMPIONE D'ITALIA campo piccolo
- 2017/18: CAMPIONE D'ITALIA campo piccolo
- 2017/18: 1° posto COPPA ITALIA
- 2018/19: 2° posto campo piccolo
- 2019/20: //
- 2020/21: //
- 2021/22: 4° posto campo grande
- 2022/23: 4° posto campo grande
- 2023/24: 5° posto campo grande
- 2024/25: 4° posto campo grande